# Chagai
Chagai (en urdu چاغى) es una localidad de Pakistán, en la provincia de Baluchistán. Se encuentra a 29°18′N 64°42′E y tiene una elevación de 850 m. En la ciudad hay un aeropuerto.

## Historia
Cerca de la ciudad se encuentra un sitio de pruebas nucleares, en el que a fines de mayo de 1998 se realizaron 6 explosiones nucleares subterráneas.